# Aetius bicuspidatus
Aetius bicuspidatus is een spinnensoort uit de familie van de loopspinnen (Corinnidae).
De wetenschappelijke naam van de soort werd in 2020 gepubliceerd door Yamasaki.
De soort komt voor in China en op Borneo